# Cult Energy Pro Cycling
Cult Energy Pro Cycling war ein dänisches Radsportteam mit Sitz im luxemburgischen Niederanven.
Die Mannschaft wurde im Jahr 2000 unter dem Namen Cycling Horsens gegründet und hatte bis 2014 seinen Sitz im dänischen Horsens. 2001 stieg der Sponsor Glud & Marstrand, ein Hersteller von Dosen und Bechern, in das Sponsoring ein. Von 2005 bis 2014 besaß das Team eine Lizenz als UCI Continental Team, mit der es hauptsächlich an Rennen der UCI Europe Tour teilnahm. In der Saison 2015 wurde die Mannschaft als UCI Professional Continental Team registriert.
Die Mannschaft geriet im Jahr 2015 in finanzielle Schwierigkeiten und bestritt am Saisonende keine Rennen mehr. Im August 2015 wurde bekannt gegeben, dass die Mannschaft mit deutschen Continental Team Stölting fusioniert werden sollte. Die Betreibergesellschaft des Team Stölting,  Stölting Ruhr-Profi Radteam GmbH, sollte das Management des gemeinsamen Teams übernehmen, welches aus strategischen Gründen als dänisches lizenziert werden sollte. Nach dem durch die UCI die Mannschaft unter dem Namen Cult Energy-Stölting Group als dänisches Professional Continental Team registrierte, erklärte der dänische Sponsor Cult Energy den Ausstieg aus dem Projekt, da die deutsche Betreibergesellschaft Zahlungen für Material nicht geleistet habe, weswegen Gehälter zum Jahresende nicht hätten ausgezahlt werden können. Die Stölting Ruhr-Profi Radteam GmbH bestritt die Vorwürfe und kündigte an, zu prüfen wie das Team im Jahr 2016 weiter betrieben werden könnte.
Sportliche Leiter waren Christa Skelde, Michael Skelde, Luke Roberts und André Steensen. Die Mannschaft wurde mit Fahrrädern der Marke Ridley ausgestattet.

## Saison 2015

### Erfolge in der UCI Europe Tour
Bei den Rennen der UCI Europe Tour im Jahr 2015 gelangen dem Team nachstehende Erfolge.
| Datum      | Rennen                                       | Kat. | Fahrer           |
| ---------- | -------------------------------------------- | ---- | ---------------- |
| 5. Juni    | 2. Etappe Luxemburg-Rundfahrt                | 2.HC | Linus Gerdemann  |
| 3.–7. Juni | Gesamtwertung Luxemburg-Rundfahrt            | 2.HC | Linus Gerdemann  |
| 14. Juni   | Velothon Wales                               | 1.1  | Martin Mortensen |
| 25. Juni   | Schwedische Meisterschaft – Einzelzeitfahren | CN   | Gustav Larsson   |

### Abgänge – Zugänge
| Zugänge                 | Team 2014                  | Abgänge             | Team 2015                   |
| ----------------------- | -------------------------- | ------------------- | --------------------------- |
| Fabian Wegmann          | Garmin Sharp               | Magnus Cort Nielsen | Orica GreenEdge             |
| Romain Lemarchand       | Cofidis, Solutions Crédits | Mads Christensen    | Riwal Platform Cycling Team |
| Gustav Larsson          | IAM Cycling                | Mads Würtz Schmidt  | Team ColoQuick              |
| Linus Gerdemann         | MTN Qhubeka                | Christian Jørgensen | Team ColoQuick              |
| Karel Hník              | Etixx                      | Lasse Bøchman       | Karriereende                |
| Alex Kirsch             | Leopard Development Team   | André Steensen      | Karriereende                |
| Joël Zangerle           | Leopard Development Team   | Rasmus Sterobo      | Karriereende                |
| Russell Downing         | NFTO                       | Emil Vinjebo        | Unbekannt                   |
| Christian Mager         | Team Stölting              |                     |                             |
| Rasmus Guldhammer       | Team TreFor-Blue Water     |                     |                             |
| Rasmus Christian Quaade | Team TreFor-Blue Water     |                     |                             |

### Mannschaft
| Name                    | Geburtstag         | Nationalität           |
| ----------------------- | ------------------ | ---------------------- |
| Russell Downing         | 23. August 1978    | Vereinigtes Königreich |
| Linus Gerdemann         | 16. September 1982 | Deutschland            |
| Rasmus Guldhammer       | 9. März 1989       | Dänemark               |
| Karel Hník              | 9. August 1991     | Tschechien             |
| Alex Kirsch             | 12. Juni 1992      | Luxemburg              |
| Gustav Larsson          | 20. September 1980 | Schweden               |
| Romain Lemarchand       | 26. Juli 1987      | Frankreich             |
| Christian Mager         | 8. April 1992      | Deutschland            |
| Martin Mortensen        | 5. November 1984   | Dänemark               |
| Mads Pedersen           | 18. Dezember 1995  | Dänemark               |
| Rasmus Christian Quaade | 7. Januar 1990     | Dänemark               |
| Michael Reihs           | 25. April 1979     | Dänemark               |
| Michael Svendgaard      | 7. Februar 1995    | Dänemark               |
| Troels Vinther          | 24. Februar 1987   | Dänemark               |
| Fabian Wegmann          | 20. Juni 1980      | Deutschland            |
| Joël Zangerle           | 11. Oktober 1988   | Luxemburg              |

## Saison 2009

### Erfolge in der UCI Europe Tour
Bei den Rennen der UCI Europe Tour im Jahr 2009 gelangen dem Team nachstehende Erfolge.
| Datum   | Rennen                | Kat. | Fahrer        |
| ------- | --------------------- | ---- | ------------- |
| 16. Mai | Grand Prix Copenhagen | 1.2  | Jacob Nielsen |

## Platzierungen in UCI-Ranglisten
UCI America Tour
| Saison    | Mannschaftswertung | Fahrerwertung           |
| --------- | ------------------ | ----------------------- |
| 2009      | 38.                | Christopher Juul (296.) |
| 2010      | 29.                | Christopher Juul (185.) |
| 2011      | 21.                | Christopher Juul (47.)  |
| 2012      | 33.                | Patrick Clausen (176.)  |
| 2013-2014 | -                  | -                       |

UCI Asia Tour
| Saison    | Mannschaftswertung | Fahrerwertung         |
| --------- | ------------------ | --------------------- |
| 2009      | 44.                | Jacob Nielsen (155)   |
| 2010      | 58.                | Troels Vinther (241.) |
| 2011      | 44.                | Daniel Foder (111.)   |
| 2012-2014 | -                  | -                     |

UCI Europe Tour
| Saison | Mannschaftswertung | Fahrerwertung            |
| ------ | ------------------ | ------------------------ |
| 2009   | 83.                | Michael Berling (383.)   |
| 2010   | 39.                | Lasse Bøchman (157.)     |
| 2011   | 38.                | Troels Vinther (90.)     |
| 2012   | 31.                | André Steensen (58.)     |
| 2013   | 25.                | Michael Valgren (66.)    |
| 2014   | 13.                | Magnus Cort Nielsen (4.) |